# Linha 1 (Metro de Madrid)

Linha 1 - Azul

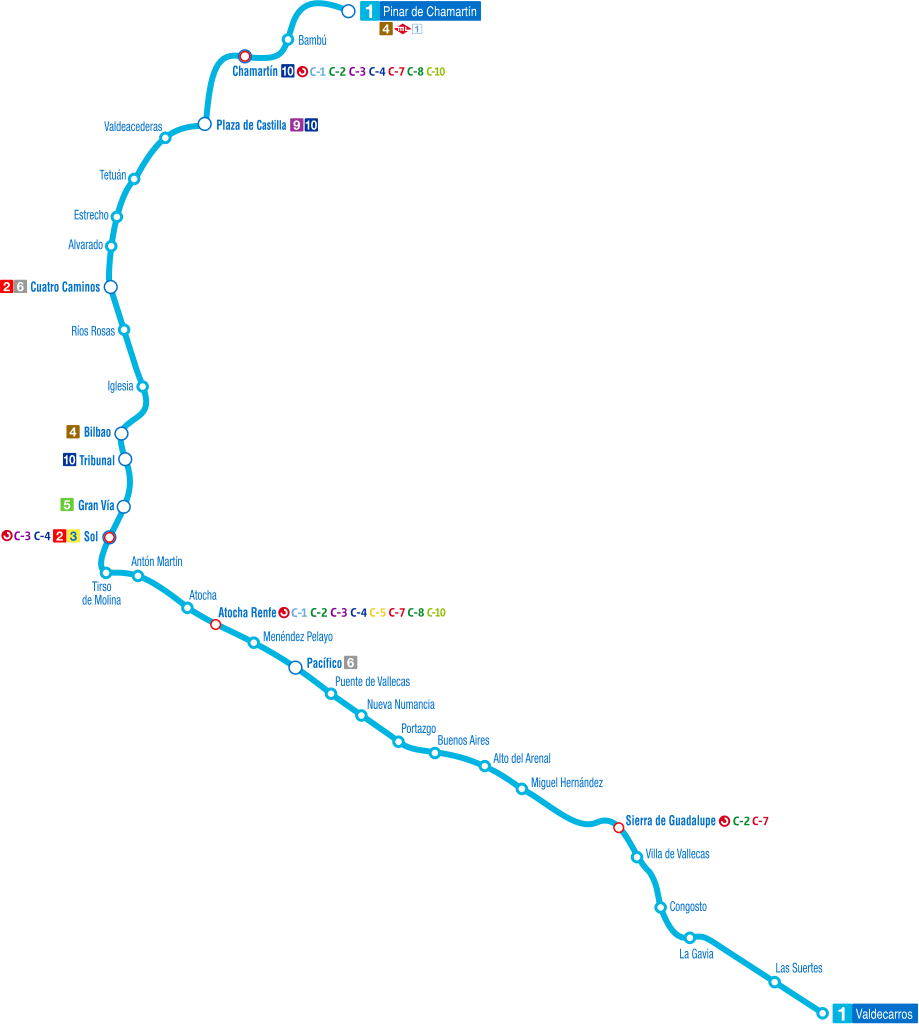
Linha 1 na rede do mêtro de Madrid.

A Linha 1 - Azul é uma linha do Metro de Madrid.
Foi a primeira linha de metropolitano a ser inaugurada na Espanha em 17 de Outubro de 1919.
Inicialmente eram 8 estações com 3,5 km cobrindo o trecho que vai da Sol até a estação Cuatro Caminos, chegando em 2007 com uma linha de 23,9 km, com 33 estações .
Entre as estações de Iglesia e Bilbao, existe uma antiga estação abandonada por questões técnicas na década de 60. Ela fica situada em baixo da praça Chamberí. Ela esta sendo restaurada com a sua decoração original, e sera transformada no "Centro de Interpretación del Metro de Madrid" .